# Musclo perler d'aigua dolça
El musclo perler d'aigua dolça (Margaritifera margaritifera) és una espècie de mol·lusc lamel·libranqui dels rius nets d'Europa, de Rússia i de la façana est dels Estats Units.
Aquesta espècie és notable per la seva excepcional longevitat (més de 100 anys), però està en perill d'extinció malgrat ser una protegida.

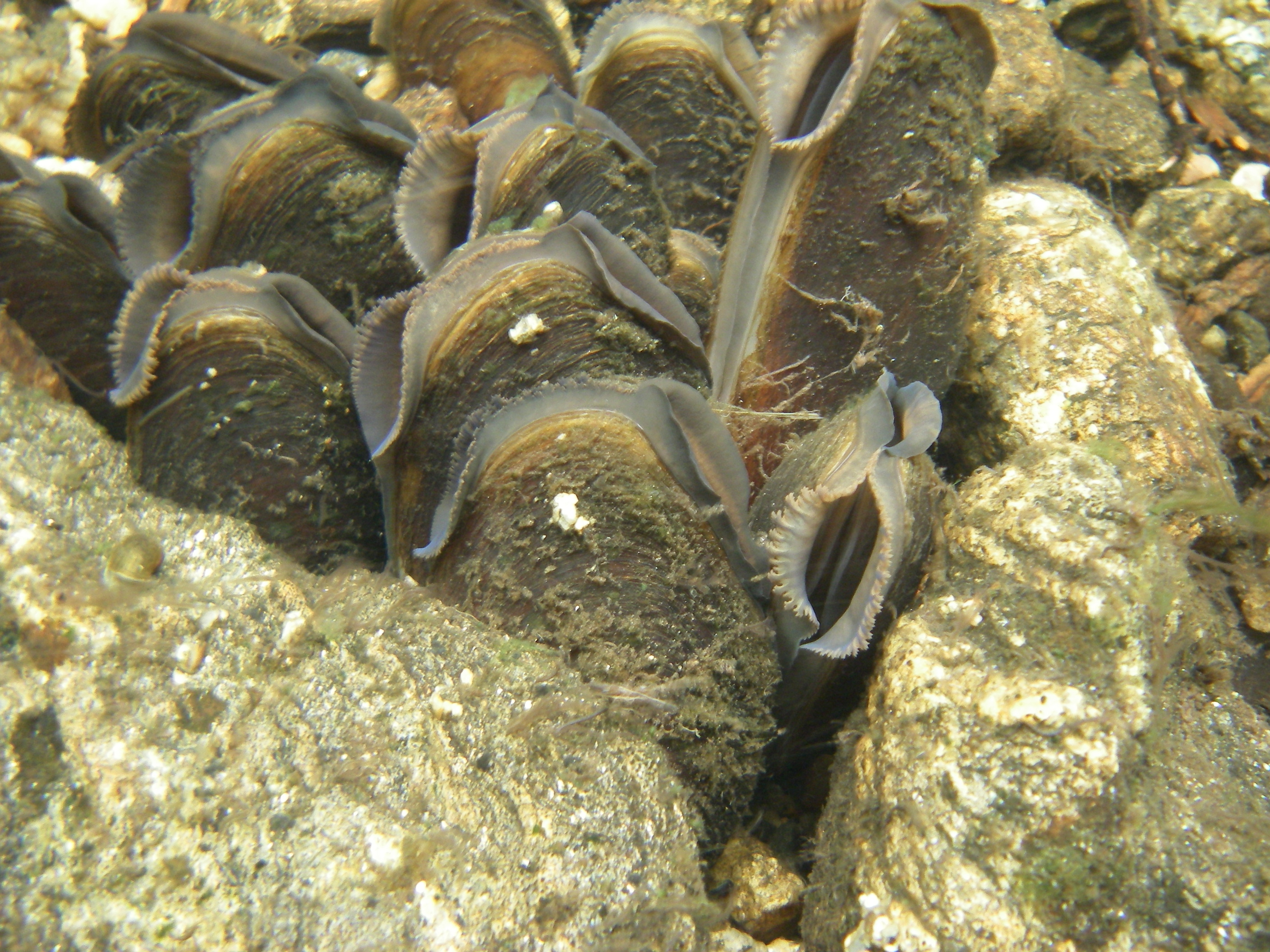
Grup de musclos perlers a Suècia.